# Erotis
Erotis is een geslacht van vlinders van de familie sikkelmotten (Oecophoridae), uit de onderfamilie Oecophorinae.

## Soorten
- E. hesperanthes Meyrick, 1921
- E. phosphora Meyrick, 1910